# Рябов Віктор Васильович
Віктор Васильович Рябов (22 липня 1937, село Усинське Сизранського району, тепер Самарської області, Російська Федерація — 26 лютого 2025, Москва) — радянський і російський діяч, історик, завідувач гуманітарного відділу ЦК КПРС, ректор Московського міського педагогічного університету. Член ЦК КПРС у 1990—1991 роках. Кандидат історичних наук (1967), доктор історичних наук (1977), професор (1979), член-кореспондент Російської академії освіти (з 9 грудня 2009 року по Відділенню філософії освіти), дійсний член Російської академії суспільних наук (1998).

## Життєпис
У 1961 році закінчив Саратовський державний університет.
З 1961 року — на комсомольській роботі.
Член КПРС з 1962 року.
У 1964—1967 роках — аспірант Московського державного університету імені Ломоносова.
1967 року захистив кандидатську дисертацію «Партійне керівництво вихованням робітничої молоді в умовах будівництва комуністичного суспільства (1959—1965 рр.)».
У 1967—1973 роках — інструктор, заступник завідувача відділу науки та навчальних закладів Куйбишевського обласного комітету КПРС.
У 1973—1977 роках — ректор Куйбишевського державного педагогічного інституту.
У 1977—1984 роках — ректор Куйбишевського державного університету.
1977 року захистив докторську дисертацію «Боротьба КПРС за здійснення ленінської програми комуністичного виховання молоді в умовах будівництва комунізму».
У 1984—1986 роках — секретар Куйбишевського обласного комітету КПРС.
У 1986—1988 роках — заступник завідувача, в 1988—1989 роках — 1-й заступник завідувача відділу науки та навчальних закладів ЦК КПРС. Одночасно з 1986 року — професор Московського державного університету імені Ломоносова.
У 1989 — листопаді 1990 року — заступник завідувача ідеологічного відділу ЦК КПРС.
Одночасно в 1989—1991 роках — секретар партійного комітету (парткому) партійної організації апарату ЦК КПРС.
У листопаді 1990 — серпні 1991 року — завідувач гуманітарного відділу ЦК КПРС.
З 1991 року — професор Російського державного гуманітарного університету, проректор Російської академії управління, заступник начальника Управління науково-технічної політики Міністерства науки і технологій Російської Федерації.
У 1995 році заснував Московський міський педагогічний університет. 1 березня 1995 — травень 2012 року — ректор Московського міського педагогічного університету. З травня 2012 року — президент Московського міського педагогічного університету.

## Основні праці
- Деякі питання партійного керівництва комсомолом у сучасних умовах: матеріал на допомогу пропагандистам системи політичної освіти молоді / Куйбишевський обком ВЛКСМ. Кабінет комсомольського політ. освіти. Куйбишев, 1967.
- Володимир Ілліч Ленін про молодь. Куйбишев, 1968.
- Великі заповіти [В.І.Леніна]. Куйбишев: Кн. вид-во, 1969.
- Вірність ідеї: Про комуністичне виховання молоді. Куйбишев: Кн. вид-во, 1972.
- Комуністичне виховання молоді за умов розвиненого соціалізму / За ред. О. І. Тернового . Саратов: Вид-во Сарат. ун-ту, 1979.
- Організація комплексного підходу до виховання студентів у педагогічному виші: навчальний посібник. Куйбишев, 1979.
- Наумов В. П., Рябов В. В., Філіппов Ю. І. Про історичний шлях КПРС: пошуки нових підходів. Москва: Політвидав, 1990.
- Рябов В. В., Хаванов Є. І. Суспільний інтерес, громадські рухи та політичні партії / Російська академія управління. Москва, 1992.
- Рябов В. В., Хаванов Є. І. Політичні партії як суб'єкт кадрової політики у суспільстві. Москва: Луч, 1993.
- Рябов В. В., Хаванов Є. І. Державне управління, як сфера співробітництва політичних партій. Москва: РАУ, 1994.
- Рябов В. В., Хаванов Є. І. Між народом та владою. Російська багатопартійність: проблеми становлення. Москва: Вид-во Російської академії державної служби, 1995.
- Рябов В. В., Хаванов Є. І. Історія у суспільстві: навчальний посібник до курсу «Вступ до історії». Москва: МДПУ, 1996.
- Рябов В. В., Хаванов Є. І. Історія та суспільство. Москва: Наука и жизнь, 1999.
- Рябов В. В., Хаванов Є. І. Суспільно-політичні рухи в Новий та Новітній час: навч. посібник з гуманітар. дисциплін для студентів іст. фак. пед. вузів і учнів загальноосвіт. установ з поглибл. вивчення гуманітар. предметів. Москва: Наука и жизнь, 2001.
- Життя у ЦК, чи ЦК зсередини. Москва: Наука и жизнь, 2005
- Рябов В. В., Хаванов Є. І. Студентство на рубежі століть: історичне свідомість та громадянське становлення. Москва: Наука и жизнь, 2005.
- Романова Є. С., Рябов В. В. Психологічні аспекти у творчості Ф. М. Достоєвського. Москва: Московський міський пед. ун-т, 2007.
- До історії створення та розвитку педагогічного університету в Москві. Москва: Московський міський пед. ун-т, 2008.
- Рябов В. В., Хаванов Є. І. Політичні партії - суспільство - держава. Москва: Московські підручники, 2014.
- Рябов В. В., Хаванов Є. І. Покоління обирають маршрути. Наша Батьківщина - наш будинок. Москва: Інженер, 2016.

## Нагороди і звання
- орден Трудового Червоного Прапора
- орден «Знак Пошани»
- медаль ордена «За заслуги перед Вітчизною» І ступеня (2006)
- медаль ордена «За заслуги перед Вітчизною» ІІ ступеня (1998)
- Заслужений працівник вищої школи Російської Федерації (2011)
- Премія Уряду Російської Федерації у галузі освіти (1999, 2009)